# Jean-Marc Ayrault
Jean-Marc Ayrault (Maulévrier, 25 de gener de 1950), és un polític francès socialista. Fou batlle de Nantes entre 1989 i 2012, i diputat des del 1986 i alhora president del grup socialista a l'Assemblea Nacional francesa a partir de 1997. Va ser el primer ministre del govern de François Hollande, president de la República francesa, des del 15 de maig de 2012 fins al 31 de març de 2014. És el predecessor de Manuel Valls.

## Biografia
Jean-Marc Ayrault nasqué a Nantes el 1950, fill de Joseph Ayrault, un treballador agrícola primer que fou després obrer en una fàbrica tèxtil abans de ser-ne un executiu, i de Georgette Uzenot, una costurera.
Va anar a l'escola primària catòlica Saint-Joseph de Maulévrier i, entre 1961 i 1968, estudià al liceu públic Colbert de Cholet. Després feu estudis d'alemany a la Facultat de Lletres de Nantes. Entre 1969 i 1970, va passar un semestre a Alemanya, a Würzburg.
El setembre del 1971 es va casar amb Brigitte Terrien, professora de francès des del 1974 i després consellera general del cantó de Saint-Herblain-Ouest-Indre entre 1982 i 2001, amb qui té dos fills. Aquell mateix any obtingué una llicenciatura d'alemany i passà una oposició (el CAPES) per a ser professor el 1972. Feu el seu any de pràctiques al col·legi de la Trocardière (Salvador-Allende) a Rezé i fou nomenat professor a Saint-Herblain al col·legi de l'Angevinière el 1973.

### Batlle de Nantes
Després de l'anunci de no participar en les eleccions per part de l'antic batlle de Nantes, Michel Chauty (RPR), Jean-Marc Ayrault fou investit candidat del Partit Socialista francès el desembre de 1988. El 12 de març de 1989, la llista capitanejada per Ayrault fou elegida a partir de la primera volta, amb el 50,19% dels vots, enfront de la lliste de Daniel Augereau que només va obtenir el 40% dels sufragis. Fou reelegit constantment batlle de Nantes el 1995, 2001 i el 2008.

### Primer Ministre

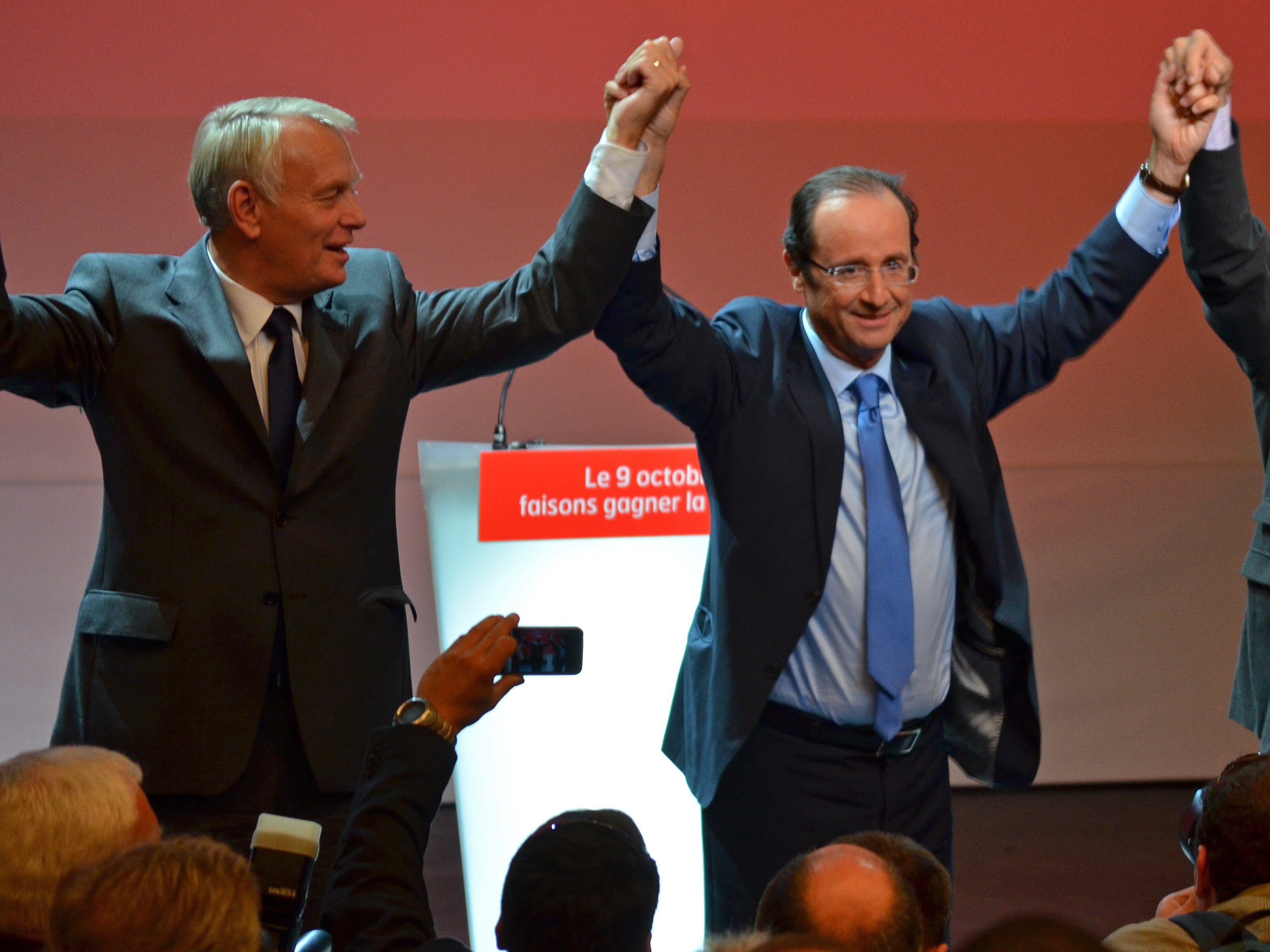
Jean-Marc Ayrault i François Hollande (2011)

Després de l'èxit electoral socialista obtingut per François Hollande el 6 de maig de 2012, Jean-Marc Ayrault apareixia com un dels favorits per a ocupar el càrrec de Primer Ministre malgrat la condemna judicial de favoritisme. Accedí a aquesta posició el 15 de maig de 2012 tot just després de la investidura d'Hollande com a president. Tingué aleshores l'encàrrec de formar el nou govern, el 35è del país i de sotmetre les seves tries al nou President de la República francesa l'endemà de la seva designació, el 16 de maig de 2012.
El seu govern va experimentar diverses dificultats polítiques, sobretot amb l'augment de l'atur i les protestes pel dret laboral i el 31 de març de 2014 el govern va dimitir en bloc, després que en les eleccions municipals va perdre l'administració en unes 155 ciutats i es va posicionar al segon lloc per darrere de la Unió per a un Moviment Popular (UMP), i Hollande nomenà Manuel Valls com a primer ministre.

### Després de primer ministre
Ayraul va ser Ministre d'Afers Exteriors i Desenvolupament Internacional entre el 11 de febrer de 2016 i 10 de maig de 2017, en els governs de Manuel Valls i Bernard Cazeneuve.